# Автомобильная промышленность Франции
Автомобильная промышленность Франции быстро развивалась и стала одной из важнейших отраслей XX века.
Автомобильный сектор является важной частью французской экономики, на его долю приходится 16 % продаж французской обрабатывающей промышленности.
Франция была одной из стран-первопроходцев в автомобилестроении: здесь были созданы такие известные марки, как De Dion-Bouton, Panhard-Levassor, Delahaye, Peugeot, Chenard et Walcker и Renault (основанные в XIX веке), а позднее Citroën, Voisin, Bugatti, Delage и Simca (основанные в XX веке), DS (основанная в XXI веке), некоторые из которых существуют и сегодня.
До 1939 года автомобильная промышленность была ведущей отраслью машиностроения во Франции. Она играла важнейшую роль в экономике Франции не только с точки зрения спроса на сырье, но и по количеству занятых рабочих, размеру оборота и вкладу в торговый баланс. В 1980-х годах страна производила до 4 миллионов автомобилей ежегодно, соперничая на равных с ФРГ в Европе и деля с ней 3—4-е место в мире. Французская автомобильная промышленность остается одной из ведущих в мире. Однако в результате жесткой конкуренции между производителями французский автопром к 2020 году занимал 12—13-е место (в зависимости от подсчёта) в мировом производстве автомобилей. 
В 2015-2019 годах Франция производила около 2 миллионов автотранспортных средств в год, занимая 11—12-е место в мире и 3-е место в Европе (после Германии и Испании). В 2021 году французскими компаниями было выпущено 1 351 308 автомобилей.

## История

### Ранняя история
1769 — Николя-Жозеф Кюньо строит первое самоходное механическое транспортное средство — прототип автомобиля и паровоза.
1807 — Франсуа Исаак де Риваз изобретает двигатель внутреннего сгорания, работающий на водороде.
1859 — Жан Жозеф Этьен Ленуар разрабатывает двигатель внутреннего сгорания.
1883 — Жюль-Альбер де Дьон, Жорж Бутон и Шарль-Арман Трепарду создают компанию De Dion-Bouton.
1887 — Рене Панар и Эмиль Левассор основали автомобильную компанию Panhard et Levassor, первый автомобиль был выпущен в 1891 году.
1890 — Арман Пежо выпускает четырёхколесный автомобиль с бензиновым двигателем внутреннего сгорания Даймлера.
1894 — Основатели De Dion-Bouton производят одноцилиндровый бензиновый двигатель, а в 1898 — четырёхколесный автомобиль. Ранее, начиная с 1883 года, они строили паровые автомобили.
1894 — Эмиль Делайе основывает компанию Delahaye. Компания куплена Hotchkiss et Cie в 1954 году и прекращает производство автомобилей.
1896 — Арман Пежо начинает собирать и устанавливать на свои автомобили собственные двигатели.
1896 — Леон Болле производит автомобили с бензиновым двигателем.
1898 — братья Рено — Луи, Марсель и Фернан — продают свой первый автомобиль.
Ведущими французскими производителями автомобилей в то время были De Dion-Bouton, Panhard-Levassor и Peugeot. В 1900 г. во Франции (за исключением Эльзас-Лотарингии) было произведено 4800 автомобилей (треть из них была экспортирована), в Германии — 800, в Великобритании — 175.

### 1900—1950
В начале XX века Франция остается ведущим автопроизводителем в мире, производя 30 124 автомобиля (почти 49 % от общемирового объёма) против 11 235 автомобилей, произведенных в США.
1903 — основана компания Hotchkiss et Cie. Компания куплена Peugeot в 1950 году, но к 1955 году прекращает производство автомобилей.
1905 — Луи Делаж основывает компанию Delage. Компания куплена Delahaye в 1935 году, но прекращает производство автомобилей в 1954 году; производство было возобновлено в 2022 году.
1910 — Этторе Бугатти основал компанию Bugatti в Мольсеме (тогда в Германии, сейчас во Франции). Производство прекращается в 1956 году.
1919 — Андре Ситроен основал компанию Citroën («Ситроен»).
1920 — Darracq (основанная в 1896 году) объединяется с Sunbeam и Talbot, образуя то, что в конечном итоге стало Talbot-Lago в 1935 году. В 1959 году компания покупается Simca.
1921 — основана компания Amilcar. Компания объединяется с Hotchkiss et Cie в 1937 году и прекращает производство в 1939 году.
1921 — Salmson начинает производство автомобилей; в 1957 году компанию покупает Renault.
1934 — Citroën представляет серию легковых автомобилей Traction Avant с передним приводом и цельнометаллическим несущим кузовом.
1935 — Citroën становится банкротом и переходит во владение Michelin Tire Company.
1935 — Simca начинает выпуск автомобилей независимо от своего прародителя — итальянской компании FIAT.
1940 — Peugeot выпускает первые серийные дизельные легковые автомобили Peugeot 402.

#### Германская оккупация
В сентябре 1940 г. вместо CSCA был создан Комитет автомобильной организации (Comité d’Organisation de l’Automobile, CAO), целью которого была концентрация и стандартизация французского производства. Однако теперь производство находилось под контролем GBK (General Bevollmächtige für das Kraftfahrewesen), которая была заинтересована только в военных автомобилях. По указанию немцев производство легковых автомобилей было ограничено моделями Simca и Citroën (и несколькими престижными автомобилями) до 1942 г., когда оно упало почти до нуля: 55 автомобилей было поставлено высшему руководству и нескольким гражданским лицам, а 28 — немцам в 1944 г.
Общий объём производства легковых и коммерческих автомобилей на семи оставшихся заводах — Berliet, Citroën, Ford, Peugeot, Renault, Rochet-Schneider и Saurer — в 1944 году составил менее 10 тыс. единиц. Остальные заводы перешли на сельскохозяйственное или военное производство. Иностранные или еврейские активы были конфискованы (Rosengart, Latil, Unic и др.) и находились под пристальным вниманием Daimler-Benz и Геринга.
Многие французские автомобильные заводы были разграблены немецкими производителями (Daimler-Benz, Adler, NSU, BMW, Volkswagen и др.), а затем опустошены или даже разрушены в результате войны и бомбардировок. Заводы Bugatti и Mathis, расположенные в аннексированном Эльзасе, были напрямую реквизированы немцами.
В 1943 году по инициативе CAO произошло слияние компаний Bernard, Delahaye и Delage, Laffly и Unic вокруг Simca. Это должно было стать основой будущей французской автомобильной компании Générale Française Automobile (GFA) в послевоенный период.

#### Послевоенный период
После войны, в 1945 г. « Рено» была национализирована, после чего последовала принудительная рационализация производства в соответствии с пятилетним планом Пона, инициированным коммунистами.
По этому плану, Пон распределил роли между марками, ответственными за демократизацию автомобиля: Citroën и Peugeot отвечали за семейные седаны, Panhard, Renault и Simca — за малолитражки. Delahaye, Hotchkiss и Talbot отвечали за лимузины, которые в основном экспортировались, чтобы заработать немного иностранной валюты, но вскоре эти марки пришли в упадок. Однако крупные производители сумели обойти требования плана Пона и выпустить на рынок автомобили, не относящиеся к той категории, к которой они были отнесены.
Став жертвой этого промышленного и финансового выбора, мелкие производители исчезли или прекратили выпуск легковых автомобилей, или переключились на другие рынки: Berliet и Unic выпускали только грузовики, Delahaye, Panhard, Hotchkiss и La Licorne сосредоточились на производстве военных или промышленных автомобилей, Bugatti — вагонов, Chenard и Walker — фургонов, Delage, Delaunay-Belleville и Talbot-Lago некоторое время выживали за счет устаревших лимузинов, Mathis и Rosengart не смогли вписаться в планы Пона и закрыли предприятия, несмотря на перспективные проекты.
Немногие выжившие производители были вынуждены сконцентрировать свои ресурсы на крайне ограниченном ассортименте, в определённом сегменте рынка.
1946 — «Рено» представляет модель Renault 4CV.
1948 — Ситроен представляет модель Citroën 2CV, небольшой переднеприводный седан, продаваемый как «народный автомобиль» в том же духе, что и немецкий Volkswagen Beetle.
1948 — Пежо представляет модель Peugeot 203.

### 1950—2000
1954 — основана компания Facel-Vega.
1954 — Simca приобретает Ford SAF.
1955 — Ситроен представляет модель Citroën DS, оснащенную дисковыми тормозами и гидравлической подвеской.
1955 — Жан Ределе основывает компанию Alpine и разрабатывает серию спортивных автомобилей.
1961 — выпуск Renault 4, небольшого универсала, предназначенного для нижнего сегмента рынка, на котором во Франции доминируют Citroën 2CV, а также иностранные конкуренты, такие как Volkswagen Beetle и новый Mini от BMC.
1963 — американский автомобильный гигант «Крайслер» (Chrysler) приобретает 63 % акций Simca.
1964 — закрытие Facel-Vega после всего лишь 10 лет производства автомобилей, из-за финансовых проблем.
1965 — Matra начинает производство автомобилей. «Ситроен» берет на себя управление Panhard, постепенно прекращая выпуск легковых автомобилей. Выпущен Renault 16, большой семейный хетчбэк (первый серийный автомобиль с таким кузовом), который был признан Европейским автомобилем года.
1968 — «Ситроен» приобретает итальянского производителя спортивных и роскошных автомобилей Maserati. «Пежо» представляет 504, большой семейный седан с задним приводом, который признан Европейским автомобилем года.
1969 — Выпущена линейка седанов и универсалов среднего размера Renault 12, но она не получила награды Европейский автомобиль года, которая досталась итальянскому Fiat 128.
1970 — «Ситроен» представляет Citroën SM, большое купе с самовыравнивающейся подвеской, самоцентрирующимся чувствительным к скорости гидроусилителем рулевого управления, гидропневматическими тормозами и двигателем от Maserati. Компания также выпустила новый семейный автомобиль Citroën GS, который был признан Европейским автомобилем года.
1972 — Выпуск Renault 5, первого небольшого хетчбэка во Франции. Он имеет трехдверный кузов и передний привод.
1974 — Несмотря на то, что новый Citroën CX (преемник 19-летнего DS) был признан Европейским автомобилем года, Citroën объявляет о банкротстве. Затем Maserati продается De Tomaso. «Пежо» выпускает свою первую модель хетчбэка, трехдверный Peugeot 104, который появится на рынке через два года после оригинального седана.
1975 — Выпускается хетчбэк с передним приводом Simca 1307 (продаваемый в Великобритании как Chrysler Alpine), который признан Европейским автомобилем года. «Ситроен» спасается от краха благодаря слиянию с Peugeot. «Рено» выходит на рынок автомобилей класса люкс со своей линейкой 20/30, которая необычно для этого сектора автомобилей включает хетчбэк и передний привод. Выпуск Citroën LN с двухцилиндровым двигателем объёмом 652 см³ и трехдверным хетчбэком на базе Peugeot 104. Последний Citroën DS построен спустя 20 лет, всего продано более 1,4 миллиона автомобилей по всему миру.
1976 — «Рено» выпускает новую модель небольшого семейного хетчбэка R14, которая по своей концепции похожа на Volkswagen Golf из Западной Германии.
1978 — PSA Peugeot Citroën приобретает европейское подразделение «Крайслер», также бывшую Rootes Group в Великобритании и Simca во Франции. Выпуск седанов и универсалов Renault 18 с передним приводом, которые в конечном итоге заменят устаревшие модели R12. «Рено» начинает финансовое сотрудничество с American Motors. «Ситроен» запускает Citroën Visa, небольшой пятидверный хетчбэк. «Пежо» запускает седан 305, который в конечном итоге заменит меньший 304.
1979 — «Пежо» выпускает седан 505, замену модели 504, которая будет производиться в Европе в течение нескольких лет. Марка Simca прекращена через 45 лет новым владельцем компании Peugeot, который возродил Talbot для всего бывшего модельного ряда Chrysler Europe. Citroën GS через девять лет обновляется, становится GSA и получает хетчбэк.
1980 — прекращение производства Renault 12 после 11 лет производства и Renault 16 — через 15 лет. Новинкой в линейке «Рено» является купе Renault Fuego, которое по размеру и цене похоже на такие автомобили, как Ford Capri. «Пежо» запускает Talbot Solara, седан-версию хетчбэка Alpine, и новый флагманский седан Talbot Tagora, который фактически был разработан «Крайслером» в качестве замены моделей с двигателем объёмом 180/2 литра.
1981 — Renault 9, небольшой семейный седан, после своего запуска был признан Европейским автомобилем года. Выпуск Talbot Samba, переработанной версии Peugeot 104, построенной на бывшем заводе Simca в Пуасси.
1982 — «Ситроен» выпускает Citroën BX, который в конечном итоге заменит меньший по размеру GSA.
1983 — «Пежо» выпускает новый супермини 205, разработанный итальянским дизайн бюро Pininfarina. У Renault появился новый конкурент в секторе хетчбэков среднего размера — новый 11. Французское производство Peugeot 504 прекращается через 15 лет. В конце года Renault заменяет свои флагманские модели 20/30 на R25.
1984 — Renault выпускает Espace — первый в Европе многоцелевой автомобиль большого объёма. R5 претерпел полный редизайн, но в его стиле по-прежнему можно узнать обновленную версию оригинала 1972 года.
1987 — «Пежо» выпускает модель 405, также построенную в Великобритании, которая признана Европейским автомобилем года. У «Ситроен» появился супермини Citroën AX. Через год после прекращения производства во Франции и Великобритании последние модели Talbot Horizon производятся в Испании и Финляндии, что сигнализирует о прекращении производства легковых автомобилей бренда Talbot.
1988 — производство Citroën 2CV во Франции прекращается спустя 40 лет, а производство Citroën Visa — спустя 10 лет. Производство 2CV продолжится в Португалии до 1990 года. Renault заменяет линейку 9/11 моделью R19. Выпуск Peugeot 405 в кузове универсал.
1989 — Через 15 лет выпуск седана Citroën CX прекращается и на смену ему приходит XM, признанный европейским автомобилем года. Выпущены последние модели Peugeot 305.
1990 — Выпуск Renault Clio, нового небольшого хетчбэка, который со временем заменит R5. Он признан Европейским автомобилем года. «Ситроен» полностью прекращает производство 2CV спустя 42 года, последние два из которых автомобиль производился в Португалии.
1991 — «Пежо» частично заменяет свою чрезвычайно популярную модель 205 на немного меньшую модель 106, а Citroën вновь выходит на рынок хетчбэков среднего размера со своим ZX, первой из двух замен устаревшего BX. Окончательные версии CX выпускаются после 17-летнего производственного цикла, при этом модель универсала прекращается через два года после седана, чтобы освободить место для нового универсала XM. Peugeot представляет новую модель начального уровня — 106.
1992 — PSA Peugeot Citroën создает в Китае совместное предприятие с Dongfeng Motor Corporation. «Рено» выходит на рынок городских автомобилей с моделью Renault Twingo. «Рено» заменяет восьмилетний R25 на Safrane в качестве новой топовой модели.
1993 — Peugeot заменяет модель 309 на модель 306, которая также частично заменяет меньшую модель 205 (которая все ещё находится в производстве уже десятый год). «Ситроен» выпускает Xantia, замену хетчбэка BX. В конце года «Рено» снимает с производства R21, после почти восьми лет продаж, и заменяет его Laguna.
1994 — после 12-летнего периода с конвейера сходят последние версии Citroën BX, когда модель универсал наконец заменяется универсальной версией хетчбэка Xantia.
1995 — «Рено» запускает Mégane, линейку хетчбэков, седанов, купе, кабриолетов и универсалов среднего размера. Renault также запускает универсальную версию Laguna, которая заменит Nevada/Savanna. Запуск Евровэн, совместного предприятия PSA и Fiat, который будет продаваться как минивэн под марками Peugeot, Citroën, Fiat и Lancia. Peugeot заменяет давнюю и чрезвычайно успешную модель 405 моделью 406, хотя изначально она продавалась только как седан.
1996 — «Рено» приватизируется, и выпускается новая версия хетчбэка Renault Scénic, которая конкурирует в секторе новых компактных минивэнов и получает награду Европейский автомобиль года. Производство R5 наконец прекращено спустя почти 25 лет, хотя последние несколько лет производство было сосредоточено в Словении, а не во Франции. Peugeot модернизирует супермини 106, чтобы сохранить его конкурентоспособность среди множества новых конкурентов, а Citroën использует дизайн 106 для своего нового Saxo, пришедшего на смену AX. «Пежо» возвращается на рынок купе после более чем десятилетнего перерыва с моделью 406 Coupe.
1997 — В Амбахе, Мозель, немецкий автопроизводитель Mercedes-Benz открыл сборочный завод Smart для производства двухместных микроавтомобилей. Модельный ряд Peugeot 406 пополняется выпуском модели универсал.
1998 г. — Volkswagen получает права на название Bugatti. Позже они строят автомобильный завод в Мольсеме, который позже будет производить Bugatti Veyron.
1999 г. — «Рено» приобретает контрольный пакет акций японского автопроизводителя Nissan. Renault покупает 99 % акций румынского автопроизводителя «Дачиа» (Dacia), который выпускал свою версию Renault 12 последние 30 лет. Выпуск Citroën Picasso, компактного минивэна, похожего по стилю на Renault Scénic, который основан на кузове хетчбэка Xsara.
2000 — снятие с производства Citroën XM, спустя 11 лет, после резкого падения продаж с середины 1990-х годов. Выпуск Peugeot 206 CC — первого французского автомобиля со складной стальной крышей, которая позволяет ему выступать в роли купе и кабриолета. Renault Laguna второго поколения будет представлена в конце года и станет одним из первых автомобилей массового производства, оснащенных системой входа и зажигания без ключа.

### 2000 — настоящее время
2000 г. — «Рено» покупает 70 % южнокорейской компании Samsung Motors и образует новую дочернюю компанию Renault Samsung Motors. Выпуск Renault Laguna II, одного из первых серийных автомобилей в мире, оснащенных системой бесключевого доступа и зажигания.
2001 — Тойота строит западноевропейскую сборочную линию для Toyota Yaris в Валансьене. Новый Peugeot 307, пришедший на смену устаревшей модели 306, был признан Европейским автомобилем года.
2001 — Renault Trucks продана компании AB Volvo.
2008 — «Рено» приобретает 25 % акций российского автопроизводителя АвтоВАЗ.
2020 — завод Smart продан британской Ineos, на нём организован выпуск внедорожников Ineos Grenadier.
2021 — Группа PSA завершила слияние с итало-американским автопроизводителем Fiat Chrysler Automobiles, что привело к созданию компании Stellantis со штаб-квартирой в Амстердаме (Нидерланды). Это слияние также привело к воссоединению Maserati и Citroën спустя 46 лет.

## Производители
Крупнейшими автомобильными компаниями страны являются:
- Renault Group (владелец марок Renault, Alpine, Dacia (за пределами Европы продается под маркой Renault), Renault Korea (совместно с Geely Group), Mobilize, активы в 2015 году — 99 млрд долл., сотрудников — 117 тыс. человек)[20]
- Stellantis (владелец марок Peugeot, Citroën, DS, Opel/Vauxhall которые изначально входили в группу PSA Peugeot Citroën, активы в 2015 году — 74 млрд долл., сотрудников — 50 тыс. человек)[21]

Среди других малых производителей автомобилей во Франции:
- Bugatti — люксовый бренд, принадлежащий Bugatti Rimac со штаб-квартирой в Мольсеме.
- Venturi — небольшой производитель спортивных автомобилей и спонсор команды Формулы E. Расположен в Монако.
- Aixam-MEGA — объединённая марка микроавтомобилей компании Polaris Industries со штаб-квартирой в Экс-ле-Бене.
- Microcar и Ligier — марки микроавтомобилей компании Driveplanet со штаб-квартирой в Абресте.
- Delage — производитель спортивных автомобилей из Леваллуа-Перре.

Французская компания Renault Trucks является крупным производителем коммерческих автомобилей и принадлежит Volvo. PSA и Renault производят большое количество автомобилей за пределами Франции. Французские производители автомобилей долгое время доминировали во франкоязычной Африке, однако начиная с 1970-х годов, японские производители начали увеличивать продажи в Африке, за счёт более низких цен и наличию подходящих внедорожников.
Автомобили французского дизайна неоднократно выигрывали награды «Европейский автомобиль года» и «Всемирный автомобиль года». Citroën DS занял третье место в номинации «Автомобиль века» и был назван журналом Classic & Sports Car самым красивым автомобилем всех времен.
Renault контролирует заводы в Дуэ и Мобёже (Нор), Клеоне и Сандувиле (Приморская Сена), Флен-сюр-Сене (Ивелин), Ле-Мане (Сарта), Батийи (Мёрт и Мозель). Peugeot Citroën контролирует заводы в Сошо и Эримонкуре (Ду), Меце и Тремери (Мозель), Сосайме (Верхний Рейн), Пуасси (Ивелин), Лье-Сент-Амане (Нор), Шартр-де-Бретань (Иль и Вилен), Кане (Кальвадос), Везуле (Верхняя Сона), Шарлевиль-Мезьере (Арденны), Дуврене (Па-де-Кале), Сент-Уэне (Сен-Сен-Дени) и Домпьер-сюр-Бебре (Алье).
Японская Toyota контролирует завод в Оннене (Нор).
Крупнейший производитель автомобильных комплектующих и запасных частей — Valeo (активы в 2015 году — 12 млрд долл., сотрудников — 78 тыс. человек).

## Галерея автомобилей французских производителей
1930-е — 1940-е
- Bugatti type 57SC Atlantic
- 1937 Delage D8 120 Aerosport Coupe
- 1939 Delahaye Type 165 Cabriolet
- Citroën 2CV

1950-е
- Panhard Dyna Z
- Renault Floride
- Salmson Cabriolet G72
- Alpine A110

1960-е
- Facel Vega Excellence
- Citroën DS
- Citroën SM

1970-е
- Peugeot 104
- Matra Bagheera
- Peugeot 404
- Peugeot 304

1980-е
- Renault Espace
- Peugeot 505
- Renault 5

1990-е
- Peugeot 405
- Renault Mégane
- Renault Spider

2000-е
- Bugatti Veyron
- Peugeot RCZ
- Peugeot 308

2010-е
- Bugatti Chiron
- DS 9
- Alpine A110 (2017)
- Citroën C5 X

2020-е
- Renault Austral
- Delage D12